# Rivière du Sable (Caniapiscau)
Pour les articles homonymes, voir Sable (homonymie).
La rivière du Sable est un important tributaire de la rive sud de la rivière Caniapiscau dont le courant se déverse successivement dans la rivière Koksoak, puis dans la baie d'Ungava. La rivière du Sable coule vers le nord-ouest dans le territoire non organisé de la rivière-Koksoak, dans le Nunavik, dans la région administrative du Nord-du-Québec, au Québec, au Canada.

## Géographie
Les bassins versants voisins de la rivière du Sable sont :
- côté nord : rivière Caniapiscau ;
- côté est : rivière Goodwood ;
- côté sud : réservoir Caniapiscau, rivière Howell (Labrador) ;
- côté ouest : rivière Bras de Fer, rivière Caniapiscau, réservoir Caniapiscau.

La rivière du Sable prend sa source d'un ensemble de lacs, près de la frontière Québec-Labrador et au nord du réservoir Caniapiscau. La rivière du Sable coule généralement vers le nord-ouest en parallèle (du côté ouest) à la rivière Goodwood. Son principal tributaire est la rivière Kayakawakamau qui coule vers le nord et se déverse sur la rive ouest de la rivière du Sable à 25,4 km en amont de l'embouchure de cette dernière.
La rivière du Sable se déverse sur la rive sud de la rivière Caniapiscau, à :
- 14,0 km en amont de l'embouchure de la rivière Goodwood ;
- 41,6 km en aval de l'embouchure de la rivière Bras de Fer ;
- 114,6 km en aval du réservoir Caniapiscau ;
- 120 km au nord-ouest du village nordique de Schefferville.

## Toponymie
En raison d'erreurs de renseignements géographiques sur le secteur, l'histoire toponymique de la rivière du Sable a semé une certaine confusion, notamment quant à sa source et à son appellation.
Par erreur, les documents géographiques du début du XXe siècle indiquaient que la rivière du Sable (jadis désigné Sandy River) était un émissaire du lac du Sable, qui font tous deux partie du bassin versant au sud de la rivière Caniapiscau. Cette erreur figure notamment sur :
- la carte géographique conçue par Mme Mina Benson Hubbard dans le compte rendu (1908) relatant son expédition de la rivière George ;
- la carte du district d'Ungava parue dans le neuvième rapport de la Commission de géographie du Canada (James White, 1911) ;
- les cartes du feuillet nord de la province de Québec, publiées par le ministère des Terres et Forêts en 1914 et 1935.

En 1944, la Commission de géographie du Québec a attribué l'appellation Rivière du Sable, en remplacement de Sandy River, en fondant sur la prémisse que la rivière constituait l'émissaire du lac du Sable. L'appellation Sandy River figurait dans le livre de Mme Hubbard et le rapport de White. Selon ce dernier, Sandy River serait la traduction du nom amérindien Katakawamastuk.
Selon des vérifications effectuées auprès des Naskapis, la véritable rivière du Sable serait plutôt un tributaire de la rive gauche de celle-ci, la rivière Kayakawakamau, signifiant la « rivière du lac de la plage sablonneuse ». Ce lac du Sable est l'actuel lac Weeks, que les Naskapis désignent Kayakawakamau.
Cette dite rivière du Sable est plutôt désigné Misinichikw Sipi par les Naskapis, signifiant la « rivière de la grosse loutre ». Cette appellation se réfère à une loutre géante et mythique, qui vivait dans une caverne ou un trou près du canyon Eaton, en un endroit dénommé Kwatasiu, situé à une douzaine de kilomètres en aval de l'embouchure de la rivière.
La toponymie montagnaise fait aussi une association entre le cours d'eau et une loutre géante, en désignant la rivière du Sable : Meshen Tsuk Shipu, signifiant la « rivière de la grosse loutre ». Cette appellation montagnaise est d'ailleurs conjointement attribué à la rivière Kayakawakamau.
Un modeste tributaire de la rivière du Sable porte le nom officiel de ruisseau Big Otter (signifiant grosse loutre, en toponymie de langue anglaise). Les cartes de White et de Mme Hubbard présentent un Big Otter River comme affluent de la rivière du Sable, en exagérant l'importance du cours d'eau.
Le toponyme rivière du Sable a été officialisé le 5 décembre 1968 par la Commission de toponymie du Québec.